# Hulagu

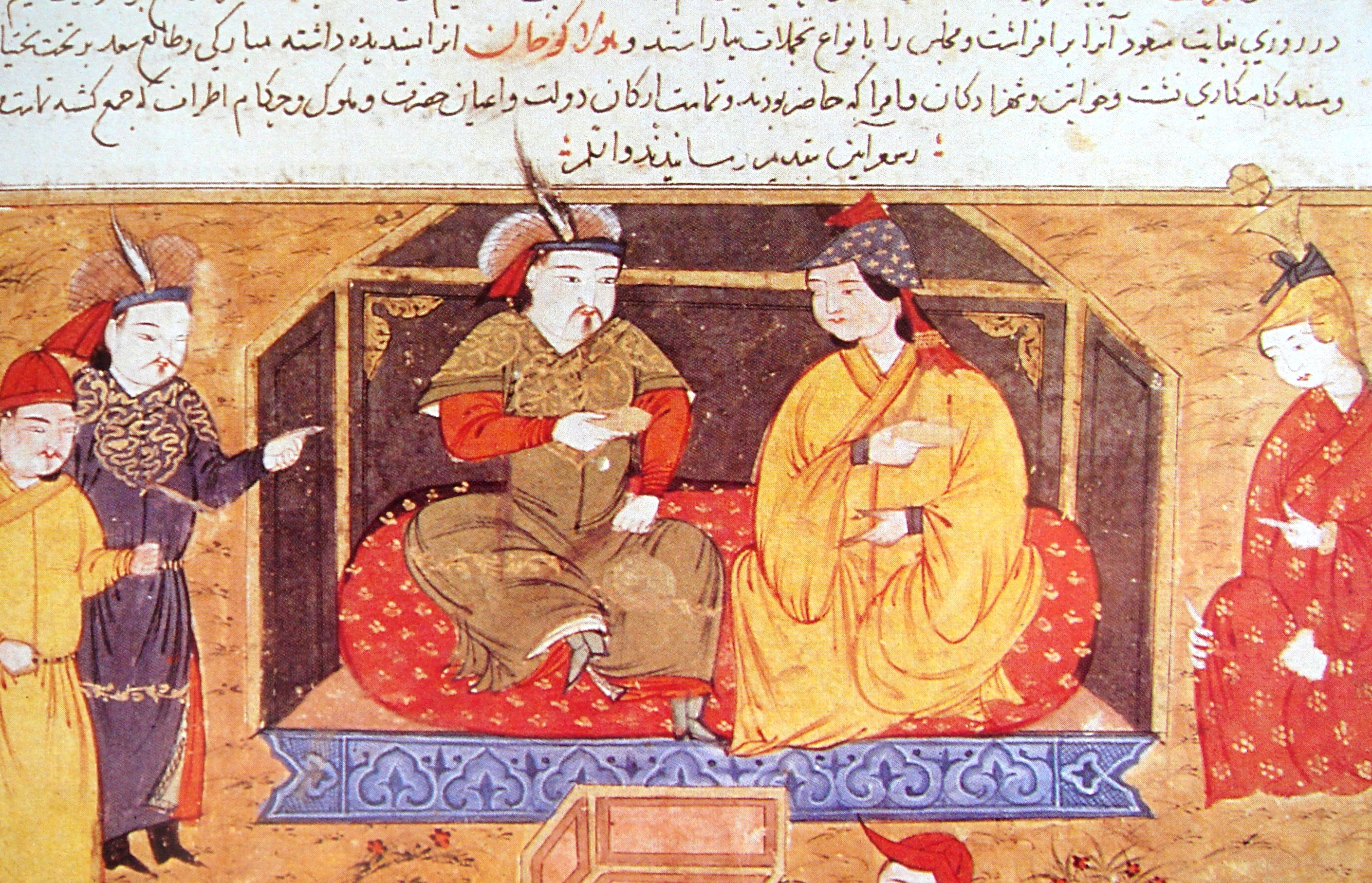
Hulagu en zijn christelijke koningin Doquz Khatun. Illustratie uit de Jami' al-tawarikh van de Perzische historicus Rashid al-Din

Hulagu Khan (± 1217 – Azerbeidzjan, 8 februari 1265), ook wel Hoelagoe, Helegu of Hülegü, was een Mongools veroveraar in de Middeleeuwen. Hij stichtte de Il-kanaat dynastie in Perzië en regeerde hierover van 1256 tot 1265. Hij was getrouwd met Dokuz Khatun.

## Afkomst
Hulagu was de zoon van Tolui en Sorghaghtani Beki en een kleinzoon van Genghis Khan. Zijn broers waren Möngke Khan, Koeblai Khan en Ariq Boke. Dit waren allen zeer machtige leiders: Genghis Khan, Tolui, Möngke en Koeblai zijn allen khagan geweest, terwijl Ariq Boke serieuze claims deed deze titel te verkrijgen. Sorghaghtani Beki was zeer belangrijk in het tot leiders maken van haar zoons. Zij was christelijk en leerde haar zoons allen een interesse voor politiek en tradities aan. Hulagu stond welwillend tegenover de christenen in zijn rijk, die in zijn tijd, vóór de vernietiging van de Nestoriaanse Kerk door Timoer Lenk nog een groot deel van de bevolking uitmaakten en overal in het Mongoolse Rijk te vinden waren. Ook zocht hij contact met de restanten van de kruisvaardersstaten. Hij was in moslimkringen niet erg geliefd. Bij zijn veroveringstochten in de Vruchtbare Sikkel trad hij op met de voor de Mongolen spreekwoordelijke hardvochtigheid. Dat gold zelfs voor de laatste kalief die in 1258 samen met een groot deel van de bevolking van Bagdad gedood werd, maar op verzoek van zijn vrouw spaarde hij de christenen. Zelf was hij een sjamanist, maar zijn vrouw was christelijk en zijn zoon Abaka, hoewel zelf een boeddhist, trouwde met een Byzantijnse prinses.

## Het Ilkhanaat
Möngke, de broer van Hulagu, zond zijn broer eropuit de resterende islamitische gebieden in zuidwest Azië te onderwerpen. Tijdens deze campagne wist Hulagu delen van het latere Iran, Irak en Syrië te veroveren. Hij was gepassioneerd geïnteresseerd in de Perzische cultuur, wat zijn animositeit ten opzichte van moslims vergrootte. Einddoel was de verovering van alle gebieden tot aan Egypte, maar door het verliezen van de slag bij Ain Jalut, bleef het leger steken in Palestina.
Tijdens de opmars van Hulagu verwoestte hij in 1256 de sekte van de Assassijnen, hetgeen de kruisvaarders nimmer gelukt was. Hulagu hoefde echter alleen te dreigen om de Assassijnen zich te doen laten overgeven en de Alamoet op te geven. Dit betekende de feitelijke ondergang voor de Assassijnen: Hulagu brak het kasteel volledig af.

## Berke en Bagdad

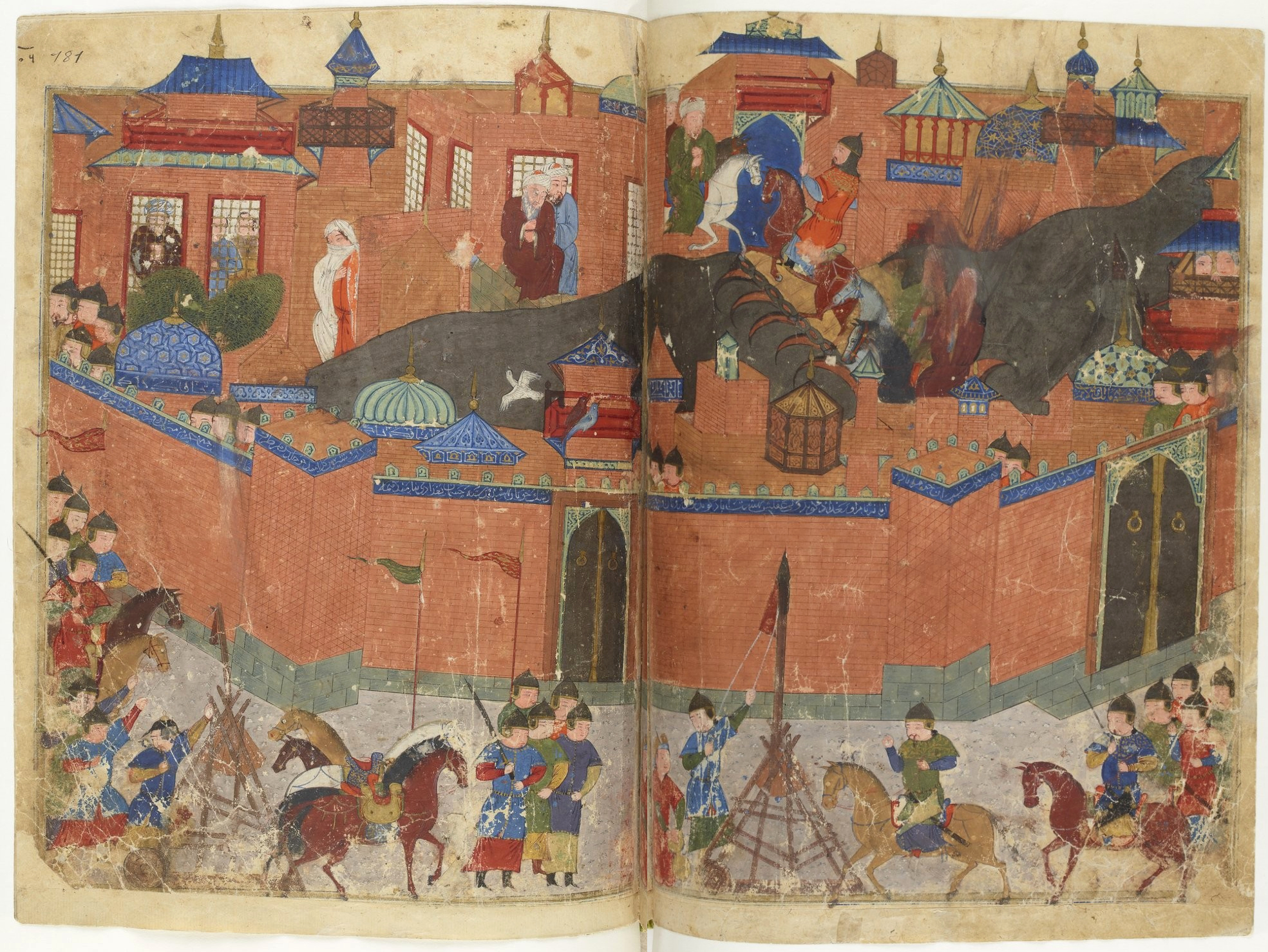
Hulagu in Baghdad. Illustratie uit de Jami' al-tawarikh van de Perzische historicus Rashid al-Din

De regeerperiode van Hulagu werd gekenmerkt door diens strijd met Berke, de khan van de Gouden Horde. In een dubbelslag om zijn rijk uit te breiden en de islamitische staten om hem heen te breken, verwoestte Hulagu Bagdad. Volgens ooggetuigen overleefde vrijwel niemand en was de wreedheid die hierbij werd uitgeoefend enorm. Zijn neef Berke was een fanatieke moslim en was daarom van mening dat hij zijn islamitische broeders moest helpen. Daardoor ontstond een burgeroorlog tussen twee Mongoolse vazalstaten, hetgeen de desintegratie van het Mongoolse Rijk inluidde.
Na zijn dood werd Hulagu opgevolgd door zijn zoon Abaka Khan.